# Life Starts Now
Life Starts Now je třetí studiové album kanadské rockové kapely Three Days Grace. Album bylo vydáno 22. září 2009. Produkoval ho Howard Benson. Byla to již druhá spolupráce kapely s tímto producentem po komerčně úspěšném albu One-X.

## Pozadí
Skupina začala psát album během turné v roce 2007. Po krátké přestávce se však vrátili do Toronta, kde bylo celé album napsáno. Předprodukce začala v lednu 2009 a v březnu téhož roku začala kapela nahrávat hudbu ve studiu The Warehouse Studio ve Vancouveru. Album bylo dokončeno v srpnu téhož roku. Skupina odhalila obal alba 19. srpna 2009.
Kapela najala umělce z Polska, aby vytvořil obal. Na obalu jsou dva maskovaní muži, kteří rozbíjejí hromadu televizorů, zatímco z trosek se zvedají okřídlená stvoření, což podle skupiny odráží témata alba. Po dokončení všech aspektů alba oficiálně oznámili, že album vyjde 22. září 2009. Album bylo k dispozici od 21. září.

## Kompozice
Life Starts Now má jemnější zvuk než předchozí album. Je to první album Three Days Grace vydané společností Sony Music Entertainment a poslední vydané společností Jive Records, protože Sony v roce 2011 tuto značku zrušila.

## Seznam skladeb
| Pořadí         | Název             | Délka |
| -------------- | ----------------- | ----- |
| 1.             | Bitter Taste      | 4:01  |
| 2.             | Break             | 3:13  |
| 3.             | "World So Cold    | 4:03  |
| 4.             | "Lost in You      | 3:53  |
| 5.             | The Good Life     | 2:53  |
| 6.             | No More           | 3:45  |
| 7.             | Last to Know      | 3:27  |
| 8.             | Someone Who Cares | 4:52  |
| 9.             | Bully             | 3:39  |
| 10.            | Without You       | 3:34  |
| 11.            | Goin' Down        | 3:06  |
| 12.            | Life Starts Now   | 3:08  |
| Celková délka: | Celková délka:    | 43:34 |

## Obsazení

### Three Days Grace
- Adam Gontier – zpěv, rytmická kytara
- Neil Sanderson – bicí, klavír, doprovodné vokály
- Brad Walst – basová kytara
- Barry Stock – sólová kytara

#### Ostatní hudebníci
- Howard Benson – klávesy, programování